# Fitzgerald (Georgia)
Fitzgerald is een plaats (city) in de Amerikaanse staat Georgia, en valt bestuurlijk gezien onder Ben Hill County en Irwin County.

## Demografie
Bij de volkstelling in 2000 werd het aantal inwoners vastgesteld op 8758.
In 2006 is het aantal inwoners door het United States Census Bureau geschat op 9139, een stijging van 381 (4.4%).

## Geografie
Volgens het United States Census Bureau beslaat de plaats een oppervlakte van
18,9 km², waarvan 18,8 km² land en 0,1 km² water.

## Plaatsen in de nabije omgeving
De onderstaande figuur toont nabijgelegen plaatsen in een straal van 32 km rond Fitzgerald.

## Geboren
- Forrest Towns (1914-1991), olympisch kampioen 110 m horden 1936